# Brasão de armas de São Cristóvão e Neves
O brasão de armas de São Cristóvão e Neves foi adoptado em 1967. O lema é: "O País Acima do Indivíduo". Os símbolos empregues pretendem representar tanto os habitantes nativos, como as influências Francesas e Inglesas.